# Giovanni Aurelio Augurello
Giovanni Aurelio Augurello, auch Augurelli, (* um 1456 in Rimini; † 1524 in Treviso) war ein italienischer Humanist, Dichter und Alchemist.

## Leben
Augurello studierte Jura in Rom, Florenz (um 1474) und Padua und kam in Florenz in Kontakt unter anderem mit Marsilio Ficino und Angelo Poliziano. Er lehrte ab 1503 klassische Literatur in Treviso und war dort im Kreis der Humanisten um Aldus Manutius in Venedig, bei dem er 1505 einen Gedichtband (Carmine) veröffentlichte. Er war Dichter in der Petrarca-Nachfolge, aber auch in seinen lateinischen Dichtungen der Nachfolge der lateinischen Klassiker Ovid und Horaz. Pietro Bembo war wahrscheinlich sein Schüler und er wirkte möglicherweise an dessen Prose della volgar lingua von 1512 mit.
Augurello experimentierte selbst mit Metallen, stellte für einen befreundeten Maler Farben her und veröffentlichte 1515 ein allegorisches Gedicht Chrysopoeia (in Hexametern) über Goldmachen und Alchemie, das Papst Leo X. gewidmet war. Der Legende nach revanchierte sich der Papst dafür nur mit einem leeren Geldbeutel mit der Bemerkung, alchemistische Goldmacher brauchten nicht mehr. Es fand Eingang in frühneuzeitliche Sammelwerke der Alchemie wie das Theatrum Chemicum und die Bibliotheca Chemica Curiosa.

## Schriften
- Carminum liber. Verona 1491.
- Jambicus liber II; Sermonum liber II; Carminum liber II; Libellus iambicus super additus. Venedig 1505.
- Chrysopoeiae libri III et Geronticon liber primus. Venedig 1515, Basel 1518, Straßburg 1565, Antwerpen 1582 und öfter.
- Le Rime. Ed. G. Compagnoni, Treviso 1765.
- Carmina nondum vulgata. Ed. C. Zollio, Rimini 1818.